# Mandre
Mandre – wieś w Chorwacji, w żupanii zadarskiej, w gminie Kolan. W 2011 roku liczyła 395 mieszkańców.